# Зебрано
Зебрано — экзотическая порода древесины, получаемая из деревьев, относящихся к роду Microberlinia (Microberlinia brazzavillensis и Microberlinia bisulcata). Широкое распространение древесина получила благодаря прочности и оригинальной крупной текстуре - узор зебрано напоминает раскраску зебры, тёмные полосы на светлом фоне. 
Древесину схожей расцветки имеют и другие деревья, например гонсало альвес.

## Другие названия
Зингана, зебравуд.

## Распространение
Деревья, относящиеся к роду Microberlinia, произрастают в Западной Африке, на территории стран Габон, Камерун, Конго.

## Свойства зебрано
Ядро бледно-золотистое с узкими полосами от тёмно-коричневого до чёрного цвета, чётко отделено от очень бледной заболони. Также может быть бледно-коричневым с тёмно-коричневыми пятнами разного размера. 
Это тяжёлая и твёрдая древесина с несколько грубой текстурой, часто со свилеватостью (пересекающимися или волнистыми волокнами). 
Плотность в сухом состоянии составляет 750 — 800 кг/м³, твёрдость по Бринеллю — 4,1 кгс/мм².
Как и у многих других тропических пород дерева, свилеватость может создать сложности при обработке.

## Использование
Зебрано используется для изготовления фанеры, для стеновых панелей, мебели, маркетри, для токарных работ, изготовления шпона, напольных покрытий, эксклюзивных предметов. Так как дерево достаточно твёрдое, из него делают лыжи и ручки инструментов. Также из него делают вставки в бильярдные кии. Это дерево часто применялось во внутренней отделке автомобилей Mercedes-Benz. Применяется для изготовления накладок на ручки пистолетов, а также как материал корпуса для гитар и укулеле. 

## Интересные факты
Широкое использование зебрано при оформлении магазина Prada на Манхэттене привело в 2002 году к протестам со стороны защитников окружающей среды и обещанию со стороны компании никогда больше не использовать древесину из находящихся под угрозой лесов.

## Вопросы защиты окружающей среды
Деревья рода Microberlinia признаны находящимися под угрозой исчезновения в местах своего естественного произрастания  видами. Быстрорастущая популярность этой древесины на Западе вызвала попытки восстановления количества деревьев, что не даёт, однако, нужного эффекта.